# Jim Lewis (football)
James Lewis surnommé Jim Lewis, né le 26 juin 1927 à Hackney, dans le comté de Londres, et mort le 21 novembre 2011 à Kelvedon Hatch, est un footballeur anglais des années 1940 et 1950.

## Biographie
En tant qu'attaquant, Jim Lewis joua dans trois clubs : le club amateur de Walthamstow Avenue FC, puis entre-temps Leyton Orient FC et pour finir, le club professionnel de Chelsea FC.
Avec le premier club, il ne remporta rien, ni même avec le second (avec qui il ne fit que quatre matchs en novembre 1950 et retourna dans son ancien club). Avec Chelsea, il signa en 1952 et remporta le championnat anglais en 1955 ainsi que le Community Shield.
Il fit partie de la « London XI » pour la première édition de la Coupe des villes de foires. Cette équipe composée de joueurs issus de clubs londoniens arriva jusqu'en finale, contre le FC Barcelone. Jim Lewis disputa que le match retour, match perdu 6 buts à 0.
Il représenta la Grande-Bretagne aux Jeux olympiques. Pour l'édition de 1952, il fut titulaire contre le Luxembourg et inscrivit un but à la 118e minute, mais la Grande-Bretagne fut éliminée au tour préliminaire. Pour l'édition de 1956, il fut titulaire contre la Thaïlande (inscrivit un but à la 21e minute sur penalty) et contre la Bulgarie (but à la 30e minute). Mais la Grande-Bretagne fut éliminée en quarts-de-finale. Pour l'édition de 1960, titulaire à tous les matchs, il inscrivit deux buts contre le Brésil (but à la 47e) et contre Taïwan (but à la 35e). La Grande-Bretagne fut éliminée au premier tour.

## Clubs
- 1943-oct. 1950 :  Walthamstow Avenue FC (en)
- nov. 1950 :  Leyton Orient FC
- dec. 1950-1952 :  Walthamstow Avenue FC (en)
- 1952-1958 :  Chelsea FC

## Palmarès
- Championnat d'Angleterre de football
  - Champion en 1955
- Community Shield
  - Vainqueur en 1955
- Coupe des villes de foires
  - Finaliste en 1955-1958